# إرفينغ غارسيا
إرفينغ غارسيا (بالإنجليزية: Irving Garcia)‏ (4 فبراير 1988 بيوما في الولايات المتحدة - ) هو لاعب كرة قدم أمريكي في مركز الوسط. لعب مع نيويورك ريد بولز وبروتلاند تمبرز 2 وAntigua GFC ‏ وOrange County SC ‏ وOrange County Blue Star ‏.

## وصلات خارجية
- إرفينغ غارسيا على موقع الدوري الأمريكي (الإنجليزية)
- إرفينغ غارسيا على موقع قاعدة بيانات كرة القدم.إي يو (الإنجليزية)